# Музаев, Магомед Нурдинович
Магомед Нурдинович Музаев (12 июня 1941, Белгатой, Чечено-Ингушская АССР — 17 сентября 2015, Грозный) — чеченский историк, начальник Архивного управления Правительства Чеченской республики (2000—2015).

## Биография
Родился 12 июня 1941 года в селении Белгатой Шалинского района.
Среднюю школу Магомед окончил в городе Джамбуле Казахской ССР, куда семья Музаевых была сослана вместе с чеченским народом в феврале 1944 года. В 1945 году умерла его мать Маржан (Аза) Ахметхановна и вынужден был, из-за преследования властей, уехать его отец — известный чеченский писатель и поэт Нурдин Музаев. После смерти родителей М. Музаева с двумя его младшими братьями взяли на воспитание родители матери Ахматхан Шидаевич и Бриллиант Идрисовна Эльмурзаевы.
В 1964 году окончил историко-филологический факультет Чечено-Ингушского педагогического института. После университета М. Музаев несколько лет работал в Чечено-Ингушском республиканском краеведческом музее: сначала старшим научным сотрудником, после — завотделом. В это время издаются его первые работы на историко-краеведческую тематику в виде газетных статей и отдельных брошюр.
В 1969 году прошёл по конкурсу на должность научного сотрудника Чечено-Ингушского научно-исследовательского института истории, языка и литературы. Вскоре после этого был направлен Чечено-Ингушским НИИ на стажировку в Москву — во Всесоюзный институт истории Академии Наук СССР.
В Чечено-Ингушетии в начале 1970-х годов Музаев первым был удостоен звания лауреата Всесоюзного конкурса молодых учёных по общественным наукам. В период работы в НИИ он издал ряд научных и научно-популярных работ по истории революции и гражданской войны в Чечено-Ингушетии, Терской области и на Северном Кавказе. Но в ноябре 1984 года он, вместе с ещё двумя научными сотрудниками НИИ, был уволен с работы с грубыми нарушениями трудового законодательства за открытую критику официально принятой местными властями лженаучной концепции «о добровольном вхождении Чечни в состав России». По факту, в этой «концепции» проповедовалась «идея» прямо противоположная её названию: о, якобы, исторической несовместимости чеченцев и ингушей с Россией и русским народом; о неспособности чеченцев и ингушей к историческому прогрессу; о, якобы, присущей чеченцам грабительско-«набеговой» системе жизни и т. п. Позже, в конце 1980-х и в 1990-е годы эта концепция подверглась полному развенчанию на всесоюзных научных конференциях и в печати, но успела оказать отрицательное воздействие на идеологическую обстановку и межэтнические отношения в Чечено-Ингушетии накануне распада СССР.
После ухода из НИИ М. Н. Музаев несколько лет работал помощником бурильщика на нефтеустановке и оператором на асфальтово-битумном заводе.
В начале 1988 года был на конкурсной основе избран заместителем директора по научной работе коллективом Чечено-Ингушского объединённого музея. В том же году организовал в залах музея создание одной из первых в стране (второй после Прибалтики) экспозиций о сталинских репрессиях и о выселении чеченцев и ингушей в 1944—1956 годах. Экспозиция получила очень большой резонанс в Чечено-Ингушетии, привлекла внимание и за пределами республики. На основе этой экспозиции музеем была издана книга под названием «Живая память», прошли ряд выступлений в СМИ.
В 1992 году М. Н. Музаева перевели на работу в Архивное управление республики. Где его назначили заместителем председателя Комитета Правительства Чеченской Республики по делам архивов и, вместе с тем, выполняет обязанности директора Национального архива Чечни. В 1993 году Архивное управление переименовывается в Департамент архивов Чеченской Республики и М. Н. Музаев стал заместителем начальника департамента. В 90-е годы М. Музаев принимал активное участие и в общественно-политических событиях в республике, как член общества «Мемориал», «Дош» (с чеч. — «Слово»), ингушского «Народного Совета», принимал участие в митингах протеста оппозиции против режима Джохара Дудаева на Театральной площади города Грозный.
В 1994 году со своими единомышленниками создал Комитет геноцида. Данный комитет, помимо своей основной деятельности, занимался тем, что помогал самой незащищённой части общества — интеллигенции — а также оказывал помощь нуждающимся выделяя им разовые денежные суммы. За работу в этом комитете был представлен к награде властями Ичкерии, но так её и не получил.
Во время первой чеченской войны был уничтожен Национальный архив Чеченской республики, практически все ведомственные архивы и часть районных госархивов. Совокупному Национальному фонду Чеченской Республики был нанесён сокрушительный удар: погибла трёхвековая история народа в документах. Сгорели архивные бумаги, строения, мастерские и т. д.
После первой войны оставшиеся в Чечне архивисты, с риском для собственной жизни, приложили большие усилия для спасения уцелевших документов, но их работа сведена была на нет разразившейся в конце 1990-х годов второй чеченской войной. Во время усилившихся боевых действий в городе Грозном М. Н. Музаев распустил коллективы Архивного управления и Национального архива и посоветовал архивистам, спасая себя и свои семьи, покинуть город.
Сам же он выехал в Москву, где доложил Федеральному Росархиву о происшедших событиях в Чечне. Росархив назначил М. Н. Музаева своим «уполномоченным по архивной работе в Чеченской Республике» и отправил его в мае 2000 года в город Гудермес, где в это время стало действовать временное Представительство Российской Федерации в Чеченской Республике с задачами выработки мер по воссозданию Архивного фонда Чеченской Республики и восстановления Архивного управления. Работа по возрождению архивного дела в республике по настоящему началась лишь с проход во власть Чеченской Республики Ахмат-Хаджи Кадыровым.
9 сентября 2000 года распоряжением Главы Администрации Чеченской Республики образуется Государственная Архивная Служба Чеченской Республики, её руководителем был назначен, первым заместителем — Л. Д. Инуркаева.
Работа небольшого в то время коллектива оставшихся в республике архивистов начиналась в труднейших условиях в частной квартире в города Гудермес, из-за того, что Грозный лежал в руинах и находится в нём было опасно.
В 2001 году Государственная архивная служба перебазируется в Грозный и переименовывается в Архивное управление Правительства Чеченской Республики. М. Н. Музаев являлся его начальником с 2001 года.
Начал работу по воссозданию Архивного фонда республики, Архивное управление начинало свою деятельность по следующим основным направлениям: поиск и спасение уцелевших архивных документов; помощь райгосархивам в налаживании их работы и принятие мер по воссозданию потерянных райгосархивов; восстановление системы комплектования архивов, начиная с создания новых ведомственных архивов; выявление и копирование в федеральных архивах и архивах соседних республик, краёв и областей материалов по истории чеченского народа; подготовка новых кадров архивистов вместо утраченных.
М. Музаев вместе с руководством деятельностью Архивного управления участвовал в работе ряда комиссий и комитетов при Администрации Президента, при Правительстве и Парламенте Чеченской Республики. В частности, в комиссии Госсовета Чечни по созданию государственной символики герба, гимна, флага Республики, в отделах комитета Парламента Чечни по вопросам государственных границ и защите прав жертв сталинских репрессий, в правительственном оргкомитете «Победа» по подготовке мероприятий по празднованию 60-летнего юбилея Победы в Великой Отечественной войне, в комиссиях и комитетах по интернациональному и патриотическому воспитанию населения республики, в комиссиях при Администрации Президента Чечни по увековечению памяти героев Отечественной войны и др. По этим и другим вопросам им составлялись для руководства республики развёрнутые справки. Большое внимание уделял М. Н. Музаев издательской деятельности Архивного управления.

## Семья
- Отец Музаев, Нурдин Джамалдинович (1913—1983) — писатель, поэт, драматург, переводчик, учёный, кандидат филологических наук, педагог, участник Великой Отечественной войны, председатель Союза писателей Чечено-Ингушской АССР, член Союза писателей СССР.
- Сын Музаев, Тимур Магомедович (1967—2019) — историк, журналист, политический деятель, обозреватель, публицист, автор телефильмов.